# Western (pel·lícula del 2017)
Western és una pel·lícula germano-búlgaro-austríaca dirigida per Valeska Grisebach, estrenada l'any 2017.
Es va presentar en la secció Un Certain Regard al Festival de Canes 2017.

## Argument
La instal·lació d'obrers alemanys "en comissió de servei" alemanys en una obra situada als confins de Bulgària i de Grècia. La majoria d'ells eviten els contactes amb la població local. Només Meinhard i el seu contramestre Vincent intenten trencar el silenci. La diferència entre els grups no és únicament lingüístic o cultural, reflecteix també les disparitats socioeconòmiques d'una Europa encara no igualitària.

## Repartiment
- Meinhard Neumann: Meinhard
- Reinhardt Wetrek: Vincent
- Syuleyman Alilov Letifov: Adrian
- Veneta Fragnova: Veneta
- Viara Borisova: Vyara
- Kevin Bashev: Wanko
- Aliosman Deliev: Mancho
- Momchil Sinanov: l'avi de Manchos
- Robert Gawellek: Tommy
- Jens Klein: Jens
- Waldemar Zang: Boris
- Detlef Schaich: Helmuth
- Sascha Diener: Marcel
- Enrico Mantei: Wolle
- Gulzet Zyulfov: Gulzet

## Rebuda

### Crítica
- "Sobre un esquema clàssic, Grisebach construeix un film prenyat de modernitat. (...) 'Western' es recolza en la concreción dels gestos i les accions: és una obra de gran empaquetatge físic. (…) Puntuació: ★★★★★ (sobre 5)"[3]
- "És una obra aguda amb un desenvolupament lent portat amb destresa (...) Grisebach manté el seu cinema discret i rigorosament moderat, evitant els recursos formals cridaners."
- "Grisebach té una localització fascinant, una parella de personatges fascinant i alguns temes interessants per explorar (...) La narració resulta una mica difusa, les motivacions no estan clares"[4]
- A França, l'acollida de la crítica és positiva: el lloc Allociné fa una mitjana de les crítiques de premsa de 4,0/5, i dels crítics espectadors de 3,0/5.[5]

## Premis i nominacions

### Premis
- Festival internacional de cinema de Mar del Plata 2017: Astor al millor director.[6]

### Seleccions
- Festival de Canes 2017 - secció Un Certain Regard
- Festival internacional de cinema de Tessalònica 2017 - secció Premi Lux
- Arras Film Festival 2017 - secció Descobertes europees
- Festival de cinema europeu dels Arcs 2017 - secció Premi Lux